# Under Beskyttelse Av Mørke
Under Beskyttelse Av Mørke (Sotto la protezione dell'oscurità in norvegese) è un EP del gruppo black metal norvegese Darkthrone pubblicato il 2 agosto 2005 nel solo Giappone da Dis(ign) Warks.
Il disco contiene tre tracce registrate tra il 1992 e il 1993 per Under a Funeral Moon ma mai pubblicate. È stato pubblicato su CD in edizione limitata a 666 copie, con l'aggiunta di una t-shirt, fotografie e adesivi, e in vinile, sempre in edizione limitata a 666 copie ma senza fotografie e t-shirt.

## Tracce
1. Unholy Black Metal – 3:33
2. Under a Funeral Moon – 5:03
3. Crossing the Triangle of Flames – 5:55

## Formazione
- Nocturno Culto - voce, basso
- Zephyrous - chitarra
- Fenriz - batteria

### Crediti[3]
- Makoto Nii - design
- Peter Beste - fotografia